# Кузьменко, Яков Филиппович
Яков Филиппович Кузьменко (25.09.1908 — 07.11.1992) — бригадир тракторной бригады Тулиновской машинно-тракторной станции, Герой Социалистического Труда.

## Биография
Родился 12 сентября 1908 года в селе Березняговка Катуховской волости Воронежского уезда Воронежской губернии. Русский.
В 1930—1948 годах работал бригадиром тракторной бригады Тулиновской машинно-тракторной станции.
За получение высокого урожая ржи на площади 150,9 га в обслуживаемых колхозах Кузьменко Якову Филипповичу Указом Президиума Верховного Совета СССР от 7 мая 1948 года присвоено звание Героя Социалистического Труда с вручением ордена Ленина и золотой медали «Серп и Молот».
С 1948 года — бригадир полеводческой бригады колхоза «Красный маяк», затем работал председателем колхоза, заведующим участком. В 1968—1977 — председатель ревизионной комиссии колхоза «Красный маяк».
Жил в посёлке Березняги Панинского района Воронежской области Умер 7 ноября 1992 года. Похоронен в посёлке Березняги.
Награждён орденом Ленина, медалями.
В посёлке Панино на Аллее Героев установлен бюст Я. Ф. Кузьменко.